# الرهبانية الأنطونية
الرهبانية الأنطونية هي جماعة كنسية مسيحية مارونية انطلقت بنظامها الحالي في بداية القرن الثامن عشر، بمبادرة من المطران جبرائيل البلوزاني مطران حلب.
أنشأ المطران البلوزاني سنة 1673 دير سيدة طاميش، ليكون كرسياً لأبرشيته، ونموذجاً للحياة الرهبانية المتجددة. فهذا بعد أن درّب رهبانه مدة طويلة على السيرة الرهبانية الشرقية، أرسل النخبة منهم أمثال الخوري رزق الله السبعلي، والقس بطرس البزعوني أولاً، ثم رئيس ديره الخوري سليمان الحاجي المشمشاني، والقس عطا الله الشبابي، وموسى البعبداتي ثانيًا ليجددوا دير مار أشعيا الراهب الحلبي، القائم على تلة عرمتا في تخوم منطقة كسروان، هؤلاء أنشؤوا جماعة رهبانية جديدة في تنظيمها تجسِّد الإنجيل، وتجاوب على حاجة الكنيسة في واقعها الاجتماعي محققة آمالها.
تميزت الرهبانية الأنطونية ببساطة عيش أبنائها الذين كرّسوا ذواتهم في خدمة الله والقريب وحافظوا على نسكيّة الرسالة القائمة على اختيار الله في الصمت والمناجاة الفردية والقراءة الربانية والمواظبة على الصلاة الجماعية الخورسية الطقسية، وممارسة الأصوام والتقشفات، وتجسيد المحبة الإنجيلية التي هي رباط الكمال والتي تجعل من الجماعات الرهبانية ومن الأخوة جماعة واحدة، جماعة حوار وصورة الثالوث الأقدس.
انسجاماً مع تراثها الرهباني العريق، وعلى صورة المسيح المتأمل على الجبل، والمبشر بملكوت الله والشافي للمرضى، وهادي الخطاة والضالين، عملت رهبانيتنا بصورة مستمرة، على إظهار غنى المسيح للمؤمنين وغير المؤمنين، وذلك من خلال شهادة أبنائها الذين سلكوا سبيل الروح وتفانوا بروح الخدمة الرسولية، كما ذكر السمعاني في مقدمة القوانين والرسوم: «... نظراً إلى سيرة رهبانكم الحميدة وإفادتهم الطائفة بالوعظ والمثل الصالح والتبشير، وبفتح المدارس في ديورتهم للتعليم، وبطاعتهم لرؤساء الكنيسة وامتثالهم للمراسيم البيعية، فصاروا بذلك مقبولين جداً عند الرؤساء والشعب ونموذجاً لسائر الملل الشرقية... ثُبتت قوانينكم».
نظرت الكنيسة المحلية إلى فرادة رسالتها، ومدى تجاوبها مع حاجات الكنيسة الملحة وخاصة الكنيسة المحلية، وإفادتها للقريب، فباركتها وشجعتها واعتبرتها نمطاً من أنماط الحياة الرهبانية الشرقية الثابتة، فاعتنت بها. وبهدي من الروح القدس، أثبتها أولاً البطاركة: أسطفان الدويهي، البلوزاني وعوّاد ثم البابا أكليمنضوس الثاني عشر سنة 1740 بقوة البراءة الحبرية «أب المراحم»، فأضفى عليها بهذا التثبيت طبيعة قانونية «هو الحق الحبري» مع كل الحقوق والأنعامات التي تعود للمؤسسة التوحيدية.

## أديرة الرهبانية الأنطونية
معظم الأديرة بناها الرهبان بتعبهم كما تدل الوثائق والحجج في محفوظات الأمانة العامة. أما انتشارها في مختلف المناطق، فهو علامة واضحة عن أهداف ورسالة الرهبانية الناشئة.
ففي القرن الثامن عشر بنيت تباعاً الأديار التالية:
- عنصر جدير مار أشعيا وهو الدير الأم (1700) في منطقة يحكمها الأمراء اللمعيون.
- دير مار الياس غزير (1712)
- دير سيدة شقيق (هجر عام 1712)
- دير مار عبدا المشمّر (1716)
- دير مار الياس أنطلياس (1723) الشهير بـ«عاميته» التاريخية.
- دير مار سركيس النهر إهدن (1739)
- دير مار جرجس الضبيه (1740)
- أنطوش بيروت سوق أبو النصر (1745) قرب كاتدرائية مار جرجس المارونية.
- دير مار يوحنا القلعة بيت مري (1748) في حكم الأمراء اللمعيين.
- أنطوش قرنايل (1749) في حكم الأمراء اللمعيين.
- دير سيدة بكركي (1750)
- دير مار سمعان عين القبو (1756)
- دير مار بطرس وبولس قطين (1760)
- دير مار أنطونيوس بعبدا (1764)
- دير مار روكس الدكوانه (1767)
- دير مار يوسف زحله (1773)
- دير مار انطونيوس البدواني جزين (1774)
- انطوش مار الياس قب الياس (1775)
- دير مار ادنا النمورة (1792).

في القرن التاسع عشر:
- دير مار ضوميط روميه المتن (1818)
- دير مار نوهرا قرنة الحمرا (1827)
- دير سيدة النجاة طرسوس - تركيا - (1828) هجر بسبب الحرب الكونية.
- دير سيدة المعونات شملان (1828)
- انطوش مار روكس حوش حالا - رياق - (1848)
- انطوش السيدة الميناء (1850)
- دير مار الياس الكنيسة (1851)
- دير مار يوسف بحرصاف (1851)
- انطوش مار مارون بحنس (1853)
- دير مار سركيس زغرتا (1854)
- مدرسة مار عبدا بسكنتا (1857)
- دير مار نوهرا القنزوح الفتوح (1864)
- انطوش مار مارون شننعير (1864)
- دير سيدة الخلاص عين العلق (1870)
- دير مار يوحنا عجلتون (1897).

في القرن العشرين:
- الوكالة العامة في روما أو دير مار يوحنا مارون (1907)
- دير مار بطرس صليما (1911)
- مدرسة مار شعيا روما (1924).
- دير مار شربل وندسور - كندا - (1977)
- رعية سيدة لبنان تورنتو - كندا - (1978)
- رعية سيدة الخلاص مرجعيون (1978)
- رعية الجالية اللبنانية بروكسيل - بلجيكا - (1983)
- دير الرب مرجعيون (1990)
- دير مار أنطونيوس الكبير بانياس - سوريا - (1991)
- مدرسة مار جرجس البوشرية (1991)
- دير مار أنطونيوس شابونو ليون - فرنسا - (1992)
- مدرسة مار أنطونيوس فاريا (1992).

## الأهداف الجديدة للرهبانية
إن الرهبانية، منذ نشأتها، وكما أراد لها مجددها البطريرك البلوزاني، وجدت نفسها في محيط غير مسيحيي، كان عليها أن تتخطى فيه الصعوبات الكثيرة وتختبر فيه أهمية العيش المشترك بين الأديان المختلفة. وقد توّصل الرهبان الأنطونيون إلى توطيد أطيب العلاقات مع الأمراء الدروز آل أبي اللمع، الذين اهتدى منهم العديد إلى الإيمان الكاثوليكي، في برمانا وقرنايل وبيت مري وشملان.
وكان الأمير عبد الله قيد بيه أبي اللمع أول من حمى دير مار أشعيا وساعد في تأسيسه. فكافأه الله بأن دعى أحفاده إلى الإيمان بالمسيح. فقد رزقه الله ولدين هما أحمد ومنصور الذين، رغم بقائهما درزيين، احسنا كثيراً إلى الإيمان الكاثوليكي وأذنا لأولادهما باعتناق المسيحية. وهكذا أصبح ولدا الأمير أحمد، بشير وسليم، وولدا الأمير منصور، أمين وعلي من المسيحيين الموارنة. أما الرهبان الذين حققوا رسالتهم مع الأمراء الدروز والسنيين فقد ذكر منهم التاريخ على التوالي:
- الأب شاوول الأسمر (1794 - 1855). توصّل أن يهدي بعض أمراء الدروز إلى الدين المسيحي. وقد دفع الحقد بعض المتعصبين، فسمّموا له، ولكن بفضل العناية الإلهية، لم يصب بأي ضرر.
- الأب يوسف لبكي (1800 - 1883). أمضى ستاً وثلاثين سنة في دير سيدة شملان مرشداً للمير حيدر أحمد شهاب. وبفضل تصرفاته الحسنة، وهب الأمير حيدر، التقي، للرهبانية كنيسة شملان مع الأراضي المجاورة لها.
- الأب يشوع مكرزل (1809 - 1855). تعين لخدمة الأمراء الشهابيين الروحية.
- الأب انطونيوس شراباتي (+ 1864): قضى تسع سنوات في بيت الدين مرشداً للأمير بشير الشهابي حاكم لبنان.

هذه الأعمال الرسولية لم تبق خفية ومجهولة إذ أن البابا بندكتوس الرابع عشر، بعث برسائل إلى كل من البطريرك ورئيس عام الرهبانية الأنطونية، يدعوهما فيها إلى دعم هذه الرهبانية وذلك «لحسن ترتيبها، ولأنها تعزّز الديانة الكاثوليكية ما بين غير المؤمنين، والاخوة غير الكاثوليك، بضياء نورها اللامع».

## حبساء الرهبانية الأنطونية
إن الحياة النسكية، التي عاشها الآباء المجددون، انعكست على الجماعة الرهبانية الجديدة. فانصرف عدد منهم إلى الاستحباس بعد أن مارسوا، ولسنوات طويلة، الحياة المشتركة والفضائل الإنجيلية والعمل اليدوي. سمح لهم بالانعزال في محابس قريبة من الأديار، لكي يتمكن الرهبان من زيارتهم والاهتمام بحاجاتهم الضرورية. من هؤلاء الحبساء لم يبقِ التاريخ إلا على أسماء القليلين لأن الحروب والاضطهادات والتشتت محتهم من الذاكرة ومن السجلات والله وحده عليم، كما كان يقول تيودوروس القورشي، عن نساك سوريا القديمة.
- الأب يوحنا الجعيتاوي (+ 1779) أمضى ثماني وعشرين سنة في الحياة الرهبانية، ثم انفرد في محبسة دير مار عبدا المشمر، على مطّل نهر الكلب، طيلة خمس وعشرين سنة قضاها بالصلاة والتقشفات والعمل اليدوي. دفن في مدافن الدير المذكور.
- الأخ كرياكوس. عاش في الرهبانية واحداً وعشرين عاماً. ثم انفرد في محبسة دير مار بطرس وبولس قطين. توفيّ عام 1843 ودفن في مدافن الدير.
- الأخ وهبه الحاج بطرس. نذر نذوره الرهبانية في دير مار أشعيا عام 1831. وكان في عيشه قدوة لأخوته الرهبان. انفرد في محبسة دير مار عبدا المشمر مدة ثلاثين سنة، عاشها في الصلاة والعمل اليدوي. توفيّ في رائحة القداسة عام 1867 ودفن في مدافن الدير.
- الأب سرابيون الشمالي. كل ما يعرف عنه أنه استحبس في محبسة مار عبدا المشمر، وتوفي في حالة القداسة عام 1888 ودفن في مدافن الدير.
- الأخ يوحنا الحايك. توفيّ ناسكاً في محبسة دير مار عبدا المشمر عام 1888، ودفن في الدير المذكور.
- الأخ جرمانوس الدرناني. انصرف إلى النسك في محبسة دير مار بطرس وبولس قطين. ثم بعد تردد أقاربه ومعارفه إلى المحبسة، طلب إلى المسؤولين نقله إلى محبسة دير مار عبدا المشمر حيث أمضى فيها أربعاً وخمسين سنة، مظهراً كل أنواع الفضيلة وممارساً الصلاة العقلية والإماتات والأشغال اليدوية. ثم انتقل إلى ربه عام 1890 ودفن في الدير.
- الأخ سابا نصرالله. ولد هذا الحبيس عام 1843. ترهب في دير مار روكس - الدكوانة عام 1864. بعد قضائه سبع عشرة سنة في العيش الأخوي المشترك، انفرد في محبسة دير مار اشعيا في برمانا عام 1881، وأمضى تسع عشرة سنة يمارس الصلاة العقلية والتقشفات المتنوعة. مات برائحة القداسة عام 1900 وأقيمت له في الدير جنازة كبيرة، اشترك فيها آباء الرهبانية وعدد وافر من العلمانيين المجاورين للدير. ولا تزال محبسته قرب الدير محجاً للمتعبدّين.
- القس جرمانوس الأهدني. عاش حياته الرهبانية في دير القديسين سركيس وباخوس في اهدن ثم انفرد في محبسة مار عبدا المحفورة في الصخر فوق النبع، توفي عام 1890. كان المؤمنون يزورونه وخصوصاً المرضى منهم. وهو شفيع داء الصرع.

## شهداء الرهبانية الأنطونية
إن الأكثر استحقاقاً من أبناء الرهبانية الأنطونية في القرن التاسع عشر بنوع خاص، هم الذين قدمّوا اعناقهم للاستشهاد في المذابح المرعبة التي حدثت في تاريخ لبنان عام 1842 - 1860. وكانت بلدات بيت مري وصليما وزحله وجزين ودير القمر وراشيا وحاصبيا مسرحاً لتمثيل أفظع المشاهد. فالأديار والكنائس وبيوت الشركاء والغلال أحرقت أو نهبت أو أتلفت.
عام 1860 بلغت القساوة حدّها الأقصى؛ إذ إن الرهبان طُردوا من الأديار أو هربوا، وكان نصيب الكثيرين الموت ذبحاً. ففي دير مار أنطونيوس جزين قتل عام 1842 الأب جناديوس لطفي والأخ أغابيوس عزيز. وعام 1845، قتل الأبوان نهرا فارس ويوسف شاهين ثم الأب الياس الأسمر. وعام 1860، ذهب ضحية الإيمان الأب أبو عيسى والأخوان روحانا عزيز وافرام غنام والراهبة برباره عون من حيطورة، والأب اسطفان الحلو الذي ضرب بالفأس وطرح في جب من الهشيم ثم توفيّ.
وفي نفس السنة اقتحم جيش الأرناؤوط دير مار روكس الدكوانه وقتل أربعين راهباً. وهؤلاء انضموا بدورهم إلى قوافل الشهداء الذين قضوا في سبيل الإيمان.
أما الأحداث الأخيرة في الحرب اللبنانية فلم تكن أخف وطأة على الرهبانية من الحروب السابقة. فالقصف العنيف طال أكثر أديارها من الجنوب والبقاع حتى أقصى الشمال. وقد دمرت الحرب وعلى دفعات العديد من المراكز والكنائس، كما أدت إلى استشهاد البعض من أبناء الرهبانية إبان خدمتهم الكهنوتية وهم:
- الأب الياس لطف الله في دير القلعة بتاريخ 3 يوليو 1976
- الأب طانيوس سلامه في دير مار روكس الدكوانة بتاريخ 27 مارس 1976
- الأب شعيا غانم في دير مار يوسف زحلة بتاريخ 15 ابريل 1976
- هذا وغيّبت الحرب بتاريخ 13 أكتوبر 1990 الأبوين البير شرفان وسليمان أبو خليل في دير القلعة، ولتاريخه لم يعرف بعد مصيرهما. كما استشهد في 11 مايو 1992 الأب سمعان خوري في دير مار يوحنا عجلتون.

## انتهاك الأديار وطرد الرهبان منها
إن الحرب العالمية الأولى، التي أنزلت بالشعب اللبناني أقصى النكبات، لم تحترم قدسية الأديار بل عرضتها للانتهاك والحرق والدمار. فقد استولى الجيش التركي على معظم أديار الرهبانية وحولها إلى ثكنات ومراكز عسكرية:
- دير مار اشعيا: في الثامن من أيلول عام 1916 احتّل الدير 350 جندياً، ونزع عنه الاسم فدعي «قلعة جمال باشا». لجأ رهبانه إلى كوخ عند الشركاء في المزكّه.
- دير مار يوسف بحرصاف: احتل احتلالاً عسكرياً. فتوسل المدبر يوسف الحاج بطرس ونسيبه الأب انطون إلى القائد رضا باشا كي لا تدنّس الكنيسة في الدير، وإزاء توسلهما هذا المشروع، أمر ذلك الطاغية، فنفيا حالاً إلى الأناضول. ومات هناك الأب يوسف من جرّاء معاملات قاسية ونجا رفيقه بأعجوبة.
- انطوش مار مارون بحنس: احتله الجيش التركي وطرد الرهبان منه.
- دير مار يوحنا القلعة في بيت مري: احتله الجيش التركي وسمَّاه «قلعة رشاد» وطرد الرهبان منه. فمضوا مع رئيسهم العام، الأباتي برنردوس غبيره، وعاشوا في «الشبورية»، مزرعة صغيرة في أسفل قرية عين سعادة.
- دير القديسة تقلا: احتله الجيش التركي وطرد الرهبان منه.
- دير مار انطونيوس بعبدا: احتله الجيش التركي وحرق مطبعته الشهيرة. واحتل أيضاً دير مار روكس الدكوانه.

كانت نتيجة هذه الاحتلالات، أن الرهبان الأنطونيين، بعد أن طردوا من أديارهم، تعرضوا لضروب من الشقاء والأمراض والجوع. وقضى المئات منهم فريسة العوز والبؤس. كما أن بعضهم تشتتوا في عالم الاغتراب وأسسّوا رعايا للموارنة في أميركا وكندا.
أما استرجاع هذه الأديار، بعد نهاية الحرب، فيعود الفضل الكبير فيها إلى الأباتي يوسف العراموني الذي كان نائباً عاماً من 1922 إلى 1929، ثم انتخب رئيساً عاماً على الرهبانية. لكن الظروف المأساوية، التي عانت منها الرهبانية أثناء الحرب، أثرت سلباً على نهضتها فتوقف فيها الابتداء حتى عام 1931.

## إعادة التنظيم الرهباني
بعد أن استقرت الأحوال في نهاية الحرب الفاتكة، عمل المسؤولون في الرهبانية على جمع الشمل وأحياء العيش المشترك بدءاً بالمدرسة الاكليريكية التي تنقلت بين مار شعيا وعجلتون ومار روكس الدكوانه إلى أن تركزت عام 1938 في مار شعيا.
ويعتبر تأسيس الاكليريكية الصغرى أو الطالبية في مار شعيا سنة 1941 قاعدة انطلاق هامة في حياة الرهبانية. فالشبان الراغبون في الانتماء كانوا يتلقون الدروس الابتدائية حتى بلوغ سن الخامسة عشرة فينتقلون إلى مرحلة الابتداء حيث يختبرون الحالة الرهبانية قبل إبرازهم النذور.
في أواخر العام 1949 قرر الأباتي بطرس لطيف، رئيس عام الرهبانية، نقل المدرسة الاكليريكية إلى دير مار أنطونيوس بعبدا حيث تابع الطلاب والرهبان برامج مدرسية منظمة، طبقاً لمناهج الدولة، وصاروا يتقدمون من الامتحانات الرسمية لنيل الشهادات العليا التي تؤهلهم دخول الجامعات. أما الدروس الفلسفية واللاهوتية، فقد تابعها الرهبان في جامعة القديس يوسف للآباء اليسوعيين منذ عام 1932 إلى أن حظيت الرهبانية، سنة 1958، بإنعام خاص، من المجمع المقدس للكنائس الشرقية، ساعدها على إرسال طلاب الفلسفة واللاهوت إلى روما لتحصيل هذه العلوم في معهد القديس انسلم للرهبان البنديكتان ثم جامعة القديس توما الحبرية فيما بعد. ويعود الفضل في ذلك، إلى صديق الرهبانية، الوفي، الكردينال اكاسيوس كوسا، الراهب الباسيلي الحلبي، وبسعي الرئيس العام الأباتي مارون حريقه. والجدير بالذكر أن محاولة مماثلة كانت قد بدأت سنة 1924 ولكنها لم تنجح بسبب ظروف الحرب العالمية. لا شك أن التواجد الأنطوني في روما ساهم، إلى حد كبير، في إنعاش الرهبانية ونموها الروحي والفكري. وقد انعكس إيجاباً على تطورها ونهضتها على الرهبان الذين تخرجوا هناك وقد قاربوا السبعين كاهناً بعد مرور 36 سنة وهم موزعون في مختلف القطاعات الرهبانية. كما أن امتداد هذا التواجد إلى ليون، في السنوات الأخيرة، أعطى الرهبانية دفعاً جديداً من النشاط الروحي والرسولي.

## تجديد الطقوس
بذل الرهبان الأنطونيون جهدهم، على مثال البطريرك البلوزاني، كي يحفظوا للطقوس المارونية رونقها الأصيل. لقد مارسوا الفروض البيعية وأقاموا الصلوات في أوقاتها متقنين الألحان السريانية بدقة. ففي عام 1889 استدعى الأباتي عمانوئيل البعبداتي، لهذه الغاية، المرتل الشهير، الخوري جرجس عزيز الجزّيني، الذي درس على يد الأستاذ اميل بوتق في حلب. ومن تلامذته اشتهر الأب بولس الأشقر، الذي تابع دروسه الموسيقية في إيطاليا وفرنسا، حيث نشر عدة مؤلفات أهمها «الموسيقى الشرقية». ثم عاد إلى لبنان ليبدأ بإحياء الجوقات في الرعايا والمدارس إلى جانب وضع مؤلفات موسيقية طبع منها «المزامير ملحنة» و«الألحان السريانية» و«اللذة الحقيقية» وغيرها. ومن تلاميذه الذين عملوا في الليتورجية والألحان الكنسية الأب مارون مراد، يوحنا صادر والبير شرفان.
غير أن تطوير الألحان الطقسية لم يتوقف عند هذا الحد، بل واصلت الرهبانية نشاطها في هذا الحقل إلى أن تحقق لها إنشاء المعهد الموسيقي الأنطوني في بعبدا، بإدارة المايسترو الأب يوسف واكد خريج معهد «سانتا سيشيليا» في روما للموسيقى المقدّسة. ومن أهداف هذا المعهد تنشيط الفن الموسيقي الكنسي في المدارس والرعايا مع الإبقاء على أصالة التراث.

## العمل الرعوي
حُفظ للرهبان، في الطائفة المارونية، خلال تاريخها، دور ريادي في العمل الرعوي، فكانوا المرشدين الذين نقلوا، إلى المؤمنين، كلمة الله، كنتيجة لصلاتهم واعتزالهم. وكان للرهبانية الأنطونية، دورها في هذا المضمار، فأحيت الرياضات الكثيرة في الرعايا، وعملت في قسم من أديارها على خدمة النفوس ومرافقة المؤمنين وتنشئتهم على الصلاة ويقوم رهباننا اليوم في خدمة ومساعدة أكثر من ثلاثين رعية سواء كان في لبنان أو خارجه. وكان لهذه القربى الأثر الكبير في النهضة الليتورجية وفي الانفتاح على تيارات العصر وتكريسها في خدمة المؤمنين، فاكتسب الرهبان بذلك خبرة رعائية وحضوراً مميزاً بين الشباب المتعطشين إلى روح الرب. فنمى في أديار الرهبانية ورعاياها، نوعاً جديداً من الصلاة الليتورجية المسكونية، والتي كان نتيجتها إنشاء مركز الدراسات والأبحاث الرعوية والليتورجية لمرافقة أكبر عدد من المؤمنين، لوعي إيمانهم وعيشه، فلاقت المجلات الصادرة عنه، رواجاً لبساطتها وغنى محتواها.
كما تعي الرهبانية بقلق متزايد حاجة المؤمنين لأهمية التكرس للعمل الروحي، متابعة بذلك الحضور الرهباني لشعب الله، غارسة المراكز والأديار في المناطق النائية من جهة، وفاتحة إياها أيضاً، واحات صلاة وفسحات تأمل، من جهة أخرى، لعالم تزداد حاجة شبابه وأبنائه للإصغاء للرب وللقائه. فلبت بذلك دعوة الكنيسة في الفاتيكاني الثاني للعودة إلى الجذور والتجديد وأعطت لخدمة الكلمة المكان الأول في عملها وعصب التنشئة لشبابها علّها من خلال ذلك تبقى علامة للملكوت والخيرات الكنسية.

## النشاط الثقافي
إن العطاء السخي الذي وفرته الرهبانية لناشئتها عبر السنين، والعناية الخاصة بالناحية التثقيفية لدى أعضائها، أثمرا مواهب منوعة وظّفتها في خدمة الكنيسة والمجتمع. ومن شواهد التاريخ على هذه النهضة، «المطبعة الأنطونية» ومجلة «كوكب البرية» ثم مدرسة مار يوسف في بعبدا، التي أصبحت «المعهد الأنطوني»، المؤسسة التربوية الرائدة وما يتفرع عنها من معاهد فنية وتقنية؛ منها مساعد طبيب أسنان ومختبر طب أسنان لاهوت وموسيقى، والتي أصبحت معاهده العالية معاهد جامعية بعد أن رخّصت الدولة اللبنانية للرهبانية الأنطونية بإنشاء «الجامعة الأنطونية» تضم كليتين وأربعة معاهد.
هذا إلى جانب المؤسسات التربوية التابعة للرهبانية والتي تعنى بتثقيف وتعليم التلامذة وتضم ما يقارب الخمسة آلاف تلميذ ما بين المعهد الأنطوني بعبدا ومتفرعاته، مدرسة حوش حالا رياق، مدرسة سيدة النجاة الميناء، مدرسة السيدة حصرون، مدرسة مار جرجس البوشرية ومدرسة مار أنطونيوس فاريا. أما الرهبان أصحاب الاختصاص، فنجد بينهم المؤرخ ورجل القانون والموسيقار وأستاذ الرسم والنحت وعالم الكتاب المقدس وآباء الكنيسة والليتورجية والآثار والآداب والاقتصاد والمعلوماتية. إلى جانب هذا، تعمل الرهبانية على مواكبة مسيرة التطور في العلوم الدينية والروحية والفنية والاجتماعية بتشجيع الرؤساء.

## رسالة الرهبانية في الاغتراب
لم يطمح المؤسسون، كما علمنا، إلى انتشار الرهبانية خارج المناطق اللبنانية التي نشأت فيها، ولا هدفت هي إلى توسيع نشاطها في بلدان أخرى. إلا أن ظروف الحرب العالمية الأولى فرضت على رهبانها العيش في شتات المهاجر فبلغ بعضهم البرازيل والولايات المتحدة الأميركية وكندا حيث عملوا بمفردهم على خدمة الجاليات اللبنانية هناك.
- رسالة كندا: إن الخدمة الرعوية التي قام بها، وعلى مراحل، أفراد من الرهبانية في مدينة وندسور واونتاريو، أمثال الآباء سلوانس أبو جوده ويوحنا الحلو ويوحنا دحدح منذ 1930 حتى 1977، فتحت المجال واسعاً لتثبيت الرهبانية في كندا بطلب من الكردينال كارتر الذي كان أسقف لندن يومذاك. وقد استجاب الأباتي ميخائيل أبو فاضل لهذا الطلب إدراكاً منه لفائدة الرسالة مع المغتربين اللبنانيين الذين اضطرتهم ظروف الحرب لترك وطنهم. وقد انشأ دير مار شربل في وندسور سنة 1977 ثم كنيسة سيدة لبنان في تورنتو سنة 1983 بسعي الآباء الأجلاء يوحنا صادر، قيصر الأشقر وشربل شدياق.
- رسالة بلجيكا: على أثر الحرب اللبنانية، وبداعي التوأمة بين جامعة الطب التي حاولت الرهبانية إنشاءها في بعبدا وجامعة لوفان في بلجيكا، تعهدت الرهبانية خدمة ومتابعة الطلاب اللبنانيين المنتقلين إلى بروكسل. وهكذا نشأت رسالة شملت الجالية اللبنانية في بلجيكا مما استدعى استئجار كنيسة لتأمين الخدمات الروحية. وكان الاحتفال الأول برئاسة الأب العام الأباتي الياس عطا الله في 15 اغسطس 1983 والأب إتيان بركات.
- شابونو - ليون: بعد النتائج المشجعة التي حققتها التنشئة في مدرسة روما، توجه الاهتمام إلى إيجاد مركز تنشئة آخر في فرنسا نظراً للفائدة الثقافية الكبرى التي تتناسب وحاجاتنا في لبنان. فبعد الجهود التي قام بها الأباتي الياس عطا الله مع الكردينال البير دي كورتراي، رئيس أساقفة ليون، بدأ الرهبان دروسهم في سان جودار سنة 1986، ثم اكتملت المساعي مع الأباتي بولس التنوري بإنشاء دير مار أنطونيوس في شابونو سنة 1992 مع الأب أنطوان خضرا الذي عمل جاهداً لإتمام المشروع.
- رسالة بانياس - سوريا: بدافع الروح الرسولية، ونزولاً عند رغبة ملحة لسيادة المطران انطون طربيه، راعي أبرشية اللاذقية، بدأت الرهبانية عملها الرعوي في الأبرشية من خلال المساعدة في رياضات الصوم. ثم انصرف الأب انطونيوس المعراوي إلى خدمة ثابتة لبعض الرعايا إلى أن أوكل المطران طربيه رعية بانياس، بطريقة قانونية، إلى الرهبانية فأنشأت دير مار انطونيوس الذي تم تدشينه، بحضور الأب العام الأباتي بولس التنوري، في 17 يناير 1991. وقد توسعت الخدمة والرسالة لتشمل عدة رعايا مجاورة.

## اليوبيل
في المرحلة - المحور - التي تعيشها رهبانيتنا حالياً، يطل علينا اليوبيل وكأنه إحدى المحطات الأساسية في تاريخها التي يجب أن نواجهها بكل جرأة ومحبة وإقدام، لنلتقط أنفاسنا وننفض ما علق من غبار الأيام على عيشنا الرهباني وما عبث به من نسيان وإهمال وضياع طوال الثلاثمائة سنة التي انقضت. فنعي حقيقة واقعنا وأين نحن من دفع مرحلة التأسيس ونضع قواعد تطلعات مستقبلية متينة كفيلة بتصحيح الانحراف وتقويم المسيرة وملء عيشنا الرهباني بروح المؤسسين وما نصبوا إليه في سبيل مستقبل أفضل.
اليوبيل، إذاً، وقفة أمام ضميرنا الرهباني لنقيّم، على ضوء روح المؤسسين ورسالة رهبانيتنا الخاصة، أين نحن من الرسالة المطلوبة منا ومن تحقيق ملكوت الله في عالمنا، أي ماذا فعلنا بالزمن الذي أعطي لنا من الرب لعمل خلاصنا؟ فإذا ما توصلنا إلى وضوح في قراءة الماضي وإلى وعي واقعنا الحاضر، نتمكن عندئذ من إرساء أسس مستقبلية مُلهمة ورؤى مستنيرة نواجه بها الأيام الآتية وتحدياتها المتزايدة، خاصة في شرقنا الذي ما برح يتخبط في مآسيه وانقساماته السياسية والدينية والاجتماعية وينتظر الدواء الناجع لتضميد جراحاته.
فكان من الإلزام، وانطلاقاً من روح المسؤولية المصيرية وباب الجدية القصوى أن نعي قيمة عمل اليوبيل هذا ودوره في إظهار حقيقتنا الذاتية والجماعية وإبراز مبرر وجود حياتنا الرهبانية الأنطونية، فنخلع عنا كل ما شاخ وهرم ونواجه بإقدام الدعوة الملحة للتجديد المطلوب منا اليوم.
هذه الصورة المعبرة عن نشأة الرهبانية الأنطونية ونموها وانتشارها وجهاد أبنائها وتضحياتهم في سبيل الكنيسة، أردناها نموذجاً واضحاً يأخذه شبابها من ذاكرة التاريخ زاداً لهم في مسيرتهم الرسولية لتمجيد الله ونشر ملكوته.
1. ↑  الجريدة الرسمية، تاريخ 5 أكتوبر 1996 بموجب مرسوم رقم 9278